# لايزنغان (رستاق)
لايزنغان (بالفارسية: لایزنگان) هي قرية تقع في إيران في فارس. يقدر عدد سكانها بـ 2,429 نسمة .